# Esmeralda (film fra 1915)
|  | For andre betydninger, se Esmeralda |
Esmeralda er en amerikansk stumfilm fra 1915 instrueret af James Kirkwood.

## Medvirkende
- Mary Pickford som Esmeralda Rogers.
- Ida Waterman som Mrs. Rogers.
- Fuller Mellish som Mr. Rogers.
- Arthur Hoops som de Montessin.
- William Buckley som William Estabrook.